# Palicourea subalata
Palicourea subalata är en måreväxtart som beskrevs av Paul Carpenter Standley och Julian Alfred Steyermark. Palicourea subalata ingår i släktet Palicourea och familjen måreväxter. Inga underarter finns listade i Catalogue of Life.